# Municipio de Kaolin
El municipio de Kaolin (en inglés: Kaolin Township) es un municipio ubicado en el condado de Iron en el estado estadounidense de Misuri. En el año 2010 tenía una población de 523 habitantes y una densidad poblacional de 2,2 personas por km².

## Geografía
El municipio de Kaolin se encuentra ubicado en las coordenadas 37°38′23″N 90°52′53″O / 37.63972, -90.88139. Según la Oficina del Censo de los Estados Unidos, el municipio tiene una superficie total de 237.41 km², de la cual 237,32 km² corresponden a tierra firme y (0,04 %) 0,09 km² es agua.

## Demografía
Según el censo de 2010, había 523 personas residiendo en el municipio de Kaolin. La densidad de población era de 2,2 hab./km². De los 523 habitantes, el municipio de Kaolin estaba compuesto por el 97,71 % blancos, el 1,15 % eran afroamericanos, el 0,57 % eran amerindios, el 0,19 % eran asiáticos, el 0,19 % eran de otras razas y el 0,19 % eran de una mezcla de razas. Del total de la población el 0,38 % eran hispanos o latinos de cualquier raza.